# Pokój londyński 1604

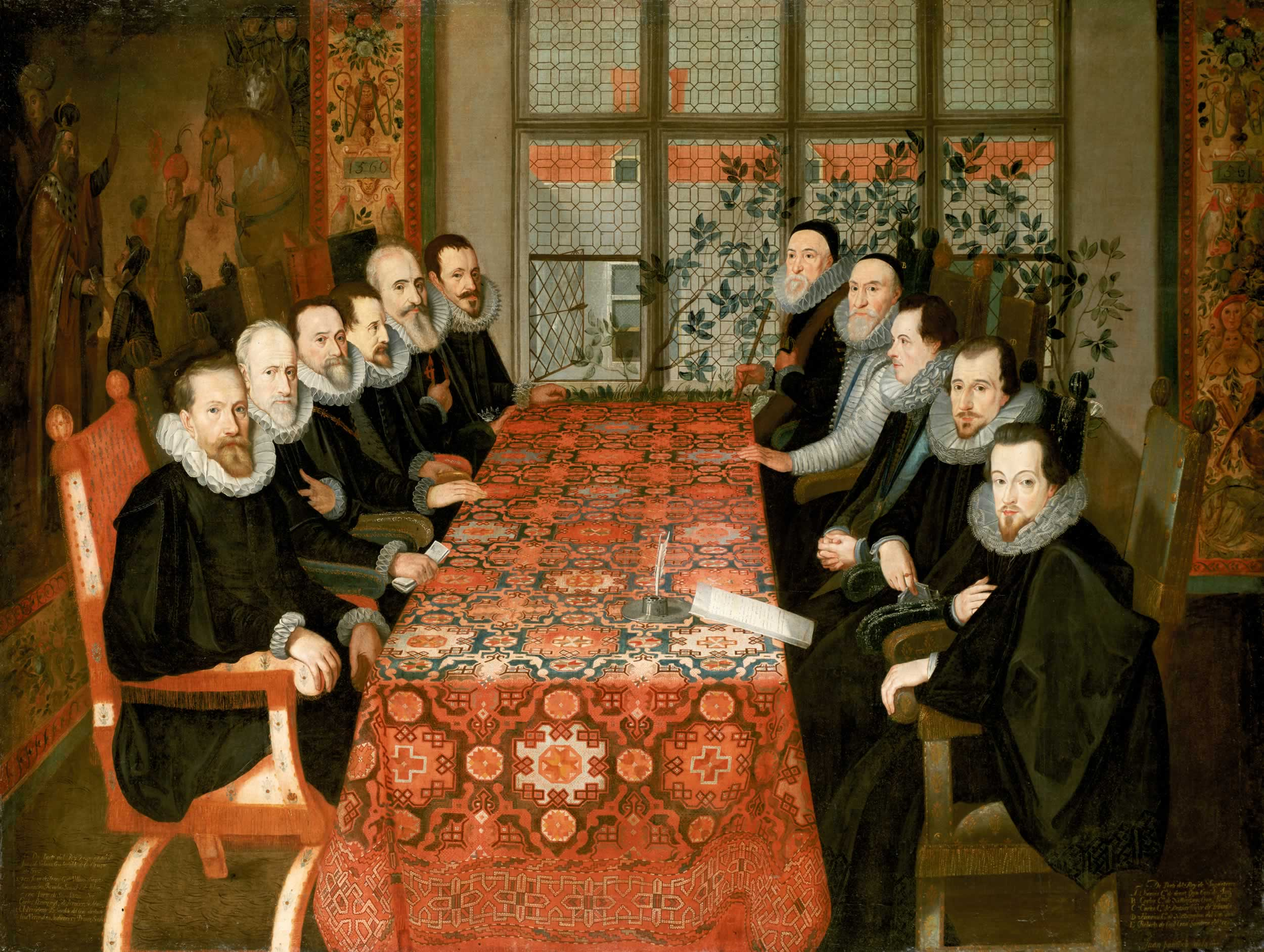
Konferencja w Somerset House, podczas której podpisano pokój londyński

Pokój londyński 1604 – traktat pokojowy zawarty pomiędzy Hiszpanią Filipa III a Anglią Jakuba I, który zakończył wojnę pomiędzy tymi państwami trwającą od 1588 r., tj. od nieudanej inwazji morskiej Wielkiej Armady na wyspy brytyjskie. Angielskim kupcom traktat gwarantował swobodę handlową, zaś Hiszpania zyskiwała dzięki wstrzymaniu angielskiej pomocy zbuntowanym prowincjom niderlandzkim.

## Tło konfliktu i przyczyny pokoju
Wojna pomiędzy Anglią a Hiszpanią zaczęła się od wsparcia zrewoltowanych Zjednoczonych Prowincji niderlandzkich, udzielonego przez królową Elżbietę I. W 1585 r. wysłała ona Holendrom ok. 6 tys. wojska z Robertem Dudleyem, księciem Leicester na czele. To z kolei było podstawowym pretekstem wyekwipowania przez Filipa II Wielkiej Armady, która w 1588 r. ruszyła w kierunku wysp brytyjskich i poniosła druzgoczącą klęskę. Przez następne lata do Niderlandów płynął z Londynu nieprzerwany strumień pieniędzy, ludzi i zaopatrzenia. Z kolei na morzach operowali angielscy korsarze – Francis Drake, John Hawkins i Walter Raleigh, atakujący głównie hiszpańskie statki handlowe. W 1599 r. Anglicy bez powodzenia usiłowali zdobyć A Coruñę, z kolei Hiszpanie próbowali wzniecić powstanie w Irlandii.
Elżbieta I zmarła w roku 1603. Następca Filipa II, jego syn, Filip III szybko wyczuł koniunkturę umożliwiającą zamknięcie przynajmniej jednego z wielu frontów, na których walczyła w tym czasie Hiszpania. Monarchia była wprawdzie wyczerpana długą wojną, ale silnym atutem po stronie Habsburga była udana ofensywa i spore sukcesy Ambrosio Spinoli w Niderlandach. Jakub I Stuart z kolei był do Hiszpanii nastawiony pozytywnie – chciał nawet, by jego syn Karol poślubił infantkę Marię. Zdecydował się więc przyjąć propozycję pokojową.

## Założenia traktatu
Traktat pokojowy, sojuszniczy i handlowy pomiędzy królem katolickim Filipem III oraz arcyksięstwem Albertem i Izabelą Klarą Eugenią, jego rodzeństwem, z jednej strony a królem Anglii Jakubem I z drugiej strony podpisano w Londynie 28 sierpnia 1604. Anglikom pakt gwarantował przede wszystkim:
- swobodę handlową w operowaniu w Hiszpanii;
- zwolnienie angielskich kupców wyznania protestanckiego od prześladowań Świętego Oficjum.

Hiszpanie zyskiwali na:
- wstrzymaniu dostaw: wojska, żywności, pieniędzy, uzbrojenia i amunicji dla zbuntowanych prownicji niderlandzkich;
- angielskich naciskach na Zjednoczone Prowincje, żeby przyjęły hiszpańską propozycję pokojową;
- zaniechaniu angielskich operacji morskich skierowanych przeciw hiszpańskiej flocie;
- udostępnieniu, pod pewnymi warunkami, angielskich portów w celach handlowych i wojennych.

## Skutki pokoju londyńskiego
Podpisanie traktatu w Londynie dało Hiszpanom uspokojenie sytuacji na kolejnym z europejskich frontów. Od sześciu lat obowiązywał już pokój w Vervins zawarty między Francją a Hiszpanią, w tym samym, 1604, roku wzmocniony dodatkowym traktatem handlowym. Wszystko to dało Filipowi III możliwość skupienia się na ofensywie we Flandrii. Kiedy więc pięć lat później zawarto rozejm dwunastoletni, Europa na kilka lat zaznała niespotykanego w tej epoce spokoju. Tylko po to, by znów na trzydzieści lat pogrążyć się w wyniszczającej wojnie.